# NGC 3044
NGC 3044 este o galaxie spirală situată în constelația Sextantul. A fost descoperită în 13 decembrie 1784 de către William Herschel. Se află la o distanță de 20,61 de megaparseci de Pământ.